# Єшкіольмес
Єшкіольме́с (каз. Ешкіөлмес) — село у складі Єскельдинського району Жетисуської області Казахстану. Входить до складу Карабулацького сільського округу.
У радянські часи село називалось Єшкіульмес.
Населення — 988 осіб (2021; 1121 у 2009, 1258 у 1999, 1403 у 1989).